# Vitali Maevici
Vitali Maevici (n. 3 februarie 1976) este un fost fotbalist internațional moldovean care a jucat pe postul de fundaș.
Între anii 1998-2001 el a jucat 5 meciuri la echipa națională de fotbal a Republicii Moldova.

## Palmares
Nistru Otaci
- Divizia Națională

Vicecampion: 2001–02
- Divizia Națională

Bronz: 2002–03
- Cupa Moldovei

FInalist: 1996–97, 2001–02, 2002–03
Sheriff Tiraspol
- Divizia Națională

Vicecampion: 1999–2000
- Cupa Moldovei: 1999